# Vinny Pazienza
Ne doit pas être confondu avec Vinnie Paz.
Pour les articles homonymes, voir Pazienza.
Vinny Pazienza ou Vinny Paz est un boxeur américain, né Vincenzo Edward Pazienza le 16 décembre 1962 à Cranston, Rhode Island. Le film Bleed for This sorti en 2016 est basé sur son comeback après un grave accident de voiture.

## Carrière
Dans les années 1980, Pazienza se forge une réputation sur la côte est des États-Unis en vainquant des opposants tels que Melvin Paul, Joe Frazier Jr., Harry Arroyo, Nelson Bolanos, et Roberto Elizondo. Son premier combat pour un titre mondial a lieu le 7 juin 1987 au Rhode Island, où il bat Greg Haugen et devient le champion du monde des poids légers IBF. Les deux boxeurs se retrouveront néanmoins à nouveau sur le ring : pour un combat revanche à l'issue duquel Haugen récupèrera son titre et un autre combat deux ans plus tard emporté par Pazienza.
Il s'empare de la ceinture de champion du monde des super-welters WBA le 1er octobre 1991 en stoppant au 12e round le Français Gilbert Delé. Il devint alors le second combattant dans l'histoire de la boxe à gagner un championnat du monde, à la fois dans la catégorie des poids légers et dans celle des poids moyens junior. Il laisse son titre vacant l'année suivante. Pazienza a été contraint de renoncer à son titre en raison d'un grave accident de voiture au cours duquel il se brise la nuque. Les médecins lui ont dit qu'il pourrait ne plus jamais marcher et ne se battrait certainement plus jamais. Pazienza devait porter un dispositif médical appelé Halo, une attelle circulaire en métal vissée dans le crâne à quatre endroits et maintenue par quatre tiges de métal. Il a eu le Halo vissé sur son crâne pendant six mois, au cours desquels il a maintenu un régime d'entraînement contre les ordres de médecins. Il est revenu sur le ring treize mois après l’accident et a battu le futur champion du monde pour le gain de la ceinture mineure IBC, Roberto Duran, par une décision sur 12 tours. Il ne mettra un terme à sa carrière qu'en 2004 sur un bilan de 50 victoires et 10 défaites.